# Junkers Ju 60
O Junkers Ju 60 foi uma aeronave monoplana monomotor, construída pela Junkers, na Alemanha. Era um avião de transporte de passageiros cuja produção não alcançou grandes números devido ao surgimento de uma aeronave melhor: o Junkers Ju 160.